# Harold Acton
Harold Mario Mitchell Acton (Florencia, 5 de julio de 1904 - 27 de febrero de 1994) fue un escritor y erudito británico.

## Biografía

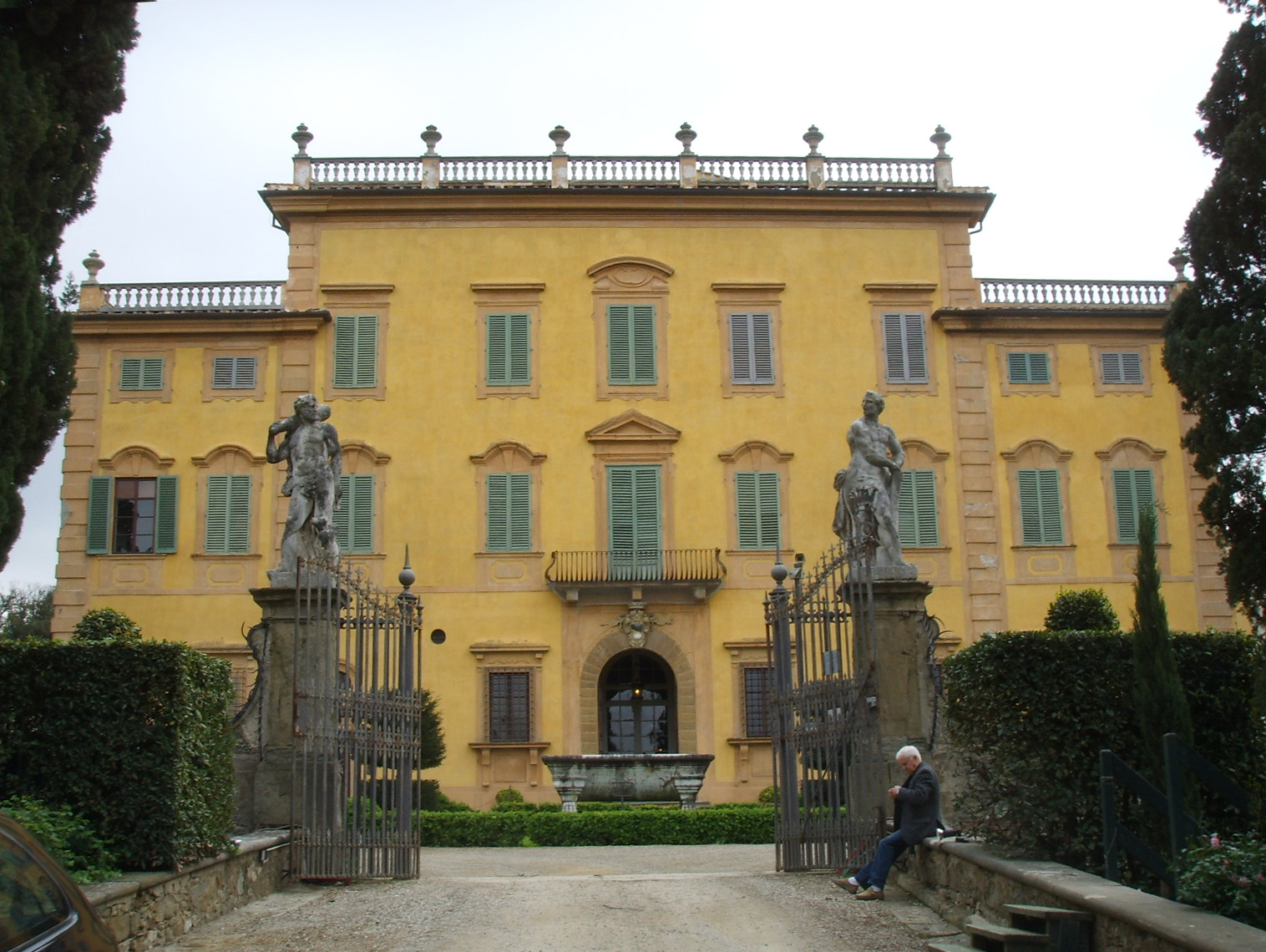
Villa La Pietra, en Florencia, es desde 1994 sede de un campus de la Universidad de Nueva York.

Harold Acton nació en 1904 en Villa La Pietra, en Florencia (Italia). Su padre, Arthur Mario Acton, fue un artista frustrado que, gracias a la fortuna de su esposa, Hortense Mitchell, heredera del Illinois Bank and Trust, se convirtió en un ávido coleccionista de arte. Tuvo un hermano más joven, William, que tuvo un cierto éxito como artista hasta su muerte, de un aparente suicidio, en 1944.
El joven Acton conoció en su adolescencia a artistas como Sergei Diaghilev, Jean Cocteau, Marx Beerbohm, Reggie Turner (amigo y discípulo de Oscar Wilde) y Charles Ricketts y ya era un esteta declarado antes de iniciar sus estudios en el Colegio Eton, en 1918. Junto a su compañero de estudios Brian Howard, ambos devotos de Diaghilev y rebeldes frente al filisteísmo y la masculinidad de la vieja guardia británica, se erigieron en defensores de Arthur Rimbaud y los poetas simbolistas franceses, de la poesía moderna estadounidense, el jazz y todo aquello conectado con la estética moderna de los Ballets Rusos, alcanzando una gran influencia social, artística e intelectual. Promovieron el dandismo moderno y fundaron la Sociedad de las Artes de Eton, entre cuyos miembros se contaban Anthony Powell y Cyril Connolly. Publicaron también un magacín literario llamado Eton Candle (1922).
En 1922 publicó su primer libro de poemas, Aquarium, al que siguió en 1925 An Indian Ass, que tuvieron una muy buena recepción crítica. Acton dejó Eton para ingresar en el Christ Church College de la Universidad de Oxford, donde siguió dictando el gusto y la moda. Fundó en Oxford el iconoclasta magacín literario Oxford Broom. En Oxford mantuvo relaciones con muchos estudiantes, entre los que se encontraba el escritor Evelyn Waugh, quien le dedicó su primera novela, Decline and Fall (1929). A menudo se identifica a Acton como la inspiración para el personaje del extravagante y decadente dandi Anthony Blanche, de la conocida novela Retorno a Brideshead (Brideshead Revisited, 1944) de Waugh, una «lacra» que para su disgusto le acompañó durante casi toda su vida.
No obstante, Waugh aclaró que los personajes de sus novelas que se identifican erróneamente con Acton estaban ampliamente basados en Brian Howard, el compañero de Acton en Eton.
En 1932 la carrera literaria de Acton florecía, pero encontraba la Gran Depresión inhóspita para su estilo de dandismo y dejó Florencia para viajar a Pekín para dedicarse a leer, escribir y traducir poesía china. Vivió allí «como un mandarín», disfrutando tanto de una nueva serenidad budista como del opio y la compañía de numerosos jóvenes chinos. Fue en esa época cuando Acton conoció a Desmond Parsons, joven inglés que según algunos amigos suyos fue el único verdadero amor de su vida. Tras una breve relación, Parsons cayó enfermo y volvió a Londres, donde murió de la enfermedad de Hodgkin con tan solo 26 años.
En 1939, en vísperas de la Segunda Guerra Mundial, Acton se vio forzado a volver al Reino Unido. Sirvió durante la guerra en la Royal Air Force e intentó sin éxito volver a China, donde pensaba que habría sido de más valor, sin embargo, fue enviado brevemente a la India.
A pesar de haber brillado en su juventud, Acton carecía de la disciplina e individualidad para aplicar su talento literario y académico; su mayor contribución a la cultura del siglo XX fue haber introducido el esteticismo modernista en una generación de escritores e intelectuales británicos, cuyos logros fueron mucho más grandes que los suyos propios. Durante más de la mitad de su vida Acton siguió siendo internacionalmente conocido como un brillante anecdotista y dedicó el tiempo entre sus viajes a escribir ficción y estudios académicos, y ofrecer conferencias sobre Historia del arte. Pero el principal trabajo de su vida fue finalmente la conservación de las cinco villas, las bibliotecas y colección de arte de su propiedad florentina, donde se hospedaron personalidades como Bernard Berenson, Cecil Beaton, Winston Churchill, D. H. Lawrence, George Orwell, Aldous Huxley, Graham Greene, Henry Moore y el príncipe Carlos de Inglaterra. A su muerte, Acton dejó en herencia La Pietra, junto con inversiones valoradas entre 250 y 500 millones de dólares y 25 millones en efectivo a la Universidad de Nueva York.

## Obra
La obra de Acton se compone de estudios históricos, como The Last Medici (1932), The Bourbons of Naples o Los últimos Borbones de Nápoles (1962), obras de ficción como Peonies and Ponies (1942) y su autobiografía en varios volúmenes, Memorias de un esteta (1948, 1971).